# Campionati del mondo di canottaggio 2017
I campionati del mondo di canottaggio 2017 si sono svolti tra il 24 settembre e il 1º ottobre 2017 nel Nathan Benderson Park a Sarasota, negli Stati Uniti d'America.

## Medagliere
| Pos.   | Paese         | Oro | Argento | Bronzo | Totale |
| ------ | ------------- | --- | ------- | ------ | ------ |
| 1      | Italia        | 3   | 3       | 3      | 9      |
| 2      | Nuova Zelanda | 3   | 2       | 2      | 7      |
| 3      | Australia     | 3   | 2       | 1      | 6      |
| 4      | Francia       | 2   | 1       | 0      | 3      |
| 4      | Paesi Bassi   | 2   | 1       | 0      | 3      |
| 6      | Irlanda       | 2   | 0       | 0      | 2      |
| 6      | Romania       | 2   | 0       | 0      | 2      |
| 8      | Gran Bretagna | 1   | 3       | 3      | 7      |
| 9      | Germania      | 1   | 0       | 4      | 5      |
| 10     | Brasile       | 1   | 0       | 1      | 2      |
| 10     | Norvegia      | 1   | 0       | 1      | 2      |
| 12     | Rep. Ceca     | 1   | 0       | 0      | 1      |
| 12     | Ungheria      | 1   | 0       | 0      | 1      |
| 12     | Lituania      | 1   | 0       | 0      | 1      |
| 12     | Sudafrica     | 1   | 0       | 0      | 1      |
| 17     | Stati Uniti   | 0   | 4       | 2      | 6      |
| 18     | Polonia       | 0   | 3       | 1      | 4      |
| 19     | Ucraina       | 0   | 2       | 0      | 2      |
| 20     | Russia        | 0   | 1       | 2      | 3      |
| 21     | Canada        | 0   | 1       | 0      | 1      |
| 21     | Croazia       | 0   | 1       | 0      | 1      |
| 21     | Cuba          | 0   | 1       | 0      | 1      |
| 21     | Israele       | 0   | 1       | 0      | 1      |
| 25     | Cina          | 0   | 0       | 2      | 2      |
| 26     | Austria       | 0   | 0       | 1      | 1      |
| 26     | Danimarca     | 0   | 0       | 1      | 1      |
| 26     | Estonia       | 0   | 0       | 1      | 1      |
| 26     | Grecia        | 0   | 0       | 1      | 1      |
| Totale | Totale        | 26  | 26      | 26     | 78     |

## Podi

### Uomini
| Evento                         | Oro | Tempo   | Argento | Tempo   | Bronzo | Tempo   |
| Singolo                        | Ondřej Synek | 6'40"64 | Ángel Fournier | 6'43"49 | Tom Barras | 6'45"14 |
| Due Senza                      | Italia Matteo Lodo Giuseppe Vicino | 6'16"22 | Croazia Martin Sinković Valent Sinković | 6'16"56 | Nuova Zelanda Thomas Murray James Hunter                                                                                                   | 6'20"85 |
| Due con                        | Ungheria Adrián Juhász Béla Simon Andrea Vanda Kolláth                                                                                                   | 6'54"80 | Australia Darcy Wruck Angus Widdicombe James Rook                                                                                                   | 6'56"60 | Germania Malte Grossmann Finn Schröder Jonas Wiesen                                                                                        | 6'58"37 |
| Due di coppia                  | Nuova Zelanda John Storey Chris Harris | 6'10"07 | Polonia Mirosław Ziętarski Mateusz Biskup | 6'10"66 | Italia Filippo Mondelli Luca Rambaldi | 6'11"33 |
| Quattro senza                  | Australia Joshua Hicks Spencer Turrin Jack Hargreaves Alexander Hill                                                                                     | 5'55"24 | Italia Marco Di Costanzo Giovanni Abagnale Matteo Castaldo Domenico Montrone                                                                        | 5'57"19 | Gran Bretagna Matthew Rossiter Moe Sbihi Matthew Tarrant William Satch                                                                     | 5'57"99 |
| Quattro di coppia              | Lituania Dovydas Nemeravičius Martynas Džiaugys Rolandas Maščinskas Aurimas Adomavičius                                                                  | 5'43"10 | Gran Bretagna Jack Beaumont Jonathan Walton John Collins Graeme Thomas                                                                              | 5'52"02 | Estonia Kaur Kuslap Allar Raja Tõnu Endrekson Kaspar Taimsoo                                                                               | 5'45"32 |
| Otto                           | Germania Johannes Weißenfeld Felix Wimberger Maximilian Planer Torben Johannesen Jakob Schneider Malte Jakschik Richard Schmidt Hannes Ocik Martin Sauer | 5'26"85 | Stati Uniti Dariush Aghai Yohann Rigogne Alexander Karwoski Jordan Vanderstoep Thomas Peszek Nicholas Mead Andrew Reed Patrick Eble Julian Venonsky | 5'28"45 | Italia Cesare Gabbia Emanuele Liuzzi Luca Parlato Paolo Perino Bruno Rosetti Mario Paonessa Davide Mumolo Leonardo Pietra Enrico D'Aniello | 5'28"90 |
| Singolo pesi leggeri           | Paul O'Donovan | 6'48"87 | Matthew Dunham | 6'52"16 | Kristoffer Brun | 6'52"35 |
| Due senza pesi leggeri         | Irlanda Mark O'Donovan Shane O'Driscoll | 6'32"42 | Italia Giuseppe Di Mare Alfonso Scalzone' | 6'34"20 | Brasile Xavier Vela Willian Giaretton | 6'35"30 |
| Due di coppia pesi leggeri     | Francia Pierre Houin Jérémie Azou | 6'13"10 | Italia Stefano Oppo Pietro Ruta | 6'15"15 | Cina Sun Man Fan Junjie | 6'15"40 |
| Quattro senza pesi leggeri     | Italia Federico Duchich Leone Barbaro Lorenzo Tedesco Piero Sfiligoi                                                                                     | 5'59"60 | Russia Maksim Telitcyn Aleksandr Bogdashin Alexander Chaukin Aleksey Vikulin                                                                        | 6'01"91 | Germania Patrik Stöcker Sven Kessler Jonathan Koch Julius Peschel                                                                          | 6'03"37 |
| Quattro di coppia pesi leggeri | Francia François Teroin Damien Piqueras Maxime Demontfaucon Stany Delayre                                                                                | 5'48"50 | Gran Bretagna Edward Fisher Zak Lee-Green Peter Chambers Gavin Horsburgh                                                                            | 5'52"02 | Grecia Ninos Nikolaidis Panagiotis Magdanis Spyridon Giannaros Eleftherios Konsolas                                                        | 5'53"64 |

### Donne
| Evento                         | Oro | Tempo   | Argento | Tempo   | Bronzo | Tempo   |
| Singolo                        | Jeannine Gmelin | 7'22"58 | Victoria Thornley | 7'24"50 | Magdalena Lobnig | 7'26"56 |
| Due senza                      | Nuova Zelanda Grace Prendergast Kerri Gowler | 7'00"53 | Stati Uniti Megan Kalmoe Tracy Eisser | 7'04"37 | Danimarca Hedvig Rasmussen Christina Johansen                                                                                | 7'06"21 |
| Due di coppia                  | Nuova Zelanda Brooke Donoghue Olivia Loe | 6'45"08 | Stati Uniti Meghan O'Leary Ellen Tomek | 6'46"57 | Australia Olympia Aldersey Madeleine Edmunds                                                                                 | 6'49"76 |
| Quattro senza                  | Australia Lucy Stephan Katrina Werry Sarah Hawe Molly Goodman                                                                                           | 6'33"58 | Polonia Olga Michalkiewicz Joanna Dittmann Monika Ciaciuch Maria Wierzbowska                                                                  | 6'34"25 | Russia Elena Orjabinskaja Anastasia Tikhonova Ekaterina Potapova Alevtina Savkina                                            | 6'34"67 |
| Quattro di coppia              | Paesi Bassi Olivia van Rooijen Inge Janssen Sophie Souwer Nicole Beukers                                                                                | 6'16"72 | Polonia Agnieszka Kobus Marta Wieliczko Maria Springwald Katarzyna Zillmann                                                                   | 6'17"71 | Gran Bretagna Bethany Bryan Mathilda Hodgkins-Byrne Jessica Leyden Holly Nixon                                               | 6'19"93 |
| Otto                           | Romania Ioana Vrinceanu Viviana-Iuliana Bejinariu Mihaela Petrilă Iuliana Popa Mădălina Beres Denisa Tilvescu Adelina Boguș Laura Oprea Daniela Druncea | 6'06"40 | Canada Lisa Roman Kristin Bauder Nicole Hare Hillary Janssens Christine Roper Susanne Grainger Jennifer Martins Rebecca Zimmerman Kristen Kit | 6'07"09 | Nuova Zelanda Ashlee Rowe Ruby Tew Georgia Perry Kelsey Bevan Kelsi Walters Rebecca Scown Lucy Spoors Emma Dyke Sam Bosworth | 6'07"27 |
| Singolo pesi leggeri           | Kirsten McCann | 7'38"78 | Marieke Keijser | 7'41"00 | Mary Jones | 7'42"45 |
| Due di coppia pesi leggeri     | Romania Ionela-Livia Lehaci Gianina Beleaga | 6'55"88 | Nuova Zelanda Zoe McBride Jackie Kiddle | 6'56"09 | Stati Uniti Emily Schmieg Michelle Sechser                                                                                   | 6'56"38 |
| Quattro di coppia pesi leggeri | Italia Asja Maregotto Paola Piazzolla Federica Cesarini Giovanna Schettino                                                                              | 6'33"97 | Australia Amy James Alice Arch Georgia Miansarow Georgia Nesbitt                                                                              | 6'35"47 | Cina Xuan Xulian Shen Ling Pan Dandan Chen Fang                                                                              | 6'36"33 |

### Gare paralimpiche
| Evento                           | Oro                                                                                      | Tempo    | Argento                                                                              | Tempo    | Bronzo                                                                                  | Tempo    |
| Singolo maschile                 | Erik Horrie                                                                              | 9'39"48  | Roman Polianskyi                                                                     | 9'47"89  | Alexey Chuvashev                                                                        | 9'52"25  |
| Singolo femminile                | Birgit Skarstein                                                                         | 11'14"17 | Moran Samuel                                                                         | 11'20"81 | Sylvia Pille-Steppart                                                                   | 11'55"75 |
| Due di coppia misto              | Paesi Bassi Annika van der Meer Corne de Koning                                          | 8'11"00  | Ucraina Iaroslav Koiuda Iryna Kyrychenko                                             | 8'28"71  | Polonia Michal Gadowski Jolanta Majka                                                   | 8'29"77  |
| Due di coppia misto pesi leggeri | Brasile Diana Barcelos de Oliveira Jairo Klug                                            | 7'28"95  | Francia Antoine Jesel Guylaine Marchand                                              | 7'34"70  | Germania Jessica Dietz Valentin Luz                                                     | 7'40"72  |
| Quattro con misto pesi leggeri   | Gran Bretagna Grace Clough Giedre Rakauskaite Oliver Stanhope James C. Fox Anna Corderoy | 6'55"70  | Stati Uniti Jaclyn Smith Michael Varro Zachary Burns Danielle Hansen Jennifer Sichel | 7'18"80  | Italia Lucilla Aglioti Tommaso Schettino Luca Agoletto Paola Protopapa Gaetano Iannuzzi | 7'23"52  |